# Microrégion de Tubarão
La microrégion de Tubarão est l'une des trois microrégions qui subdivisent la région Sud de l'État de Santa Catarina au Brésil.
Elle comporte vingt municipalités qui regroupaient 374 934 habitants après le recensement de 2010 pour une superficie totale de 4 657 km2.

## Municipalités
- Armazém
- Braço do Norte
- Capivari de Baixo
- Garopaba
- Grão Pará
- Gravatal
- Imaruí
- Imbituba
- Jaguaruna
- Laguna
- Orleans
- Pedras Grandes
- Pescaria Brava
- Rio Fortuna
- Sangão
- Santa Rosa de Lima
- São Ludgero
- São Martinho
- Treze de Maio
- Tubarão